# Arxiu Comarcal del Pla d'Urgell
L'Arxiu Comarcal del Pla d'Urgell (ACPU) fou creat el 2009 pel Departament de Cultura de la Generalitat de Catalunya i l'Ajuntament de Mollerussa. Forma part de la Xarxa d'Arxius Comarcals (XAC) i del Sistema d'Arxius de Catalunya (SAC).

## Història
El 13 de setembre de 2006 se signà el conveni de creació de l'arxiu. L'edifici de nova planta, obra de l'estudi Exe Arquitectura Barcelona, s'inaugurà el 22 de desembre de 2009. Es tracta d’un edifici singular tant des del punt de vista arquitectònic com arxivístic. La seu de l’Arxiu passa també a ser la seu del Centre de recerques del pla d'Urgell Mascançà.
L'Arxiu té una superfície útil de 1.042 m2, distribuïts en dues plantes, amb una capacitat per instal·lar uns 8.400 metres lineals de documentació, amb 4 dipòsits documentals, un dipòsit de suports especials i un dipòsit de grans formats. La seva principal missió és assessorar, tractar, preservar, conservar i difondre el patrimoni documental local i comarcal. A més, també desenvolupa una important funció d'agent cultural i social al servei de Mollerussa i del Pla d'Urgell.

## Quadre de Fons
L'Arxiu conserva el patrimoni documental de la ciutat de Mollerussa i de la comarca, estructurat en 57 fons documentals amb un volum de 2.200 metres lineals organitzats segons la seva procedència: autonòmica; local; perifèrica de l’Estat; judicial; institucional; associativa; comercial i personal.
Malgrat que tots els fons documentals presenten el seu interès, cal destacar per la seva rellevància en el territori, el fons de la Societat Canal d'Urgell SA (1815-1973) disgregat entre els fons de la Societat Canal d'Urgell SA i el fons de l’ACUDAM; així com nombrosos fons de l’Administració local i d’associacions.

## Documents destacats

### Llibre fet per los peroms hisenda per hisenda ab les confrostacions y judicacions de cada qual conforma explique lo mateix llibre

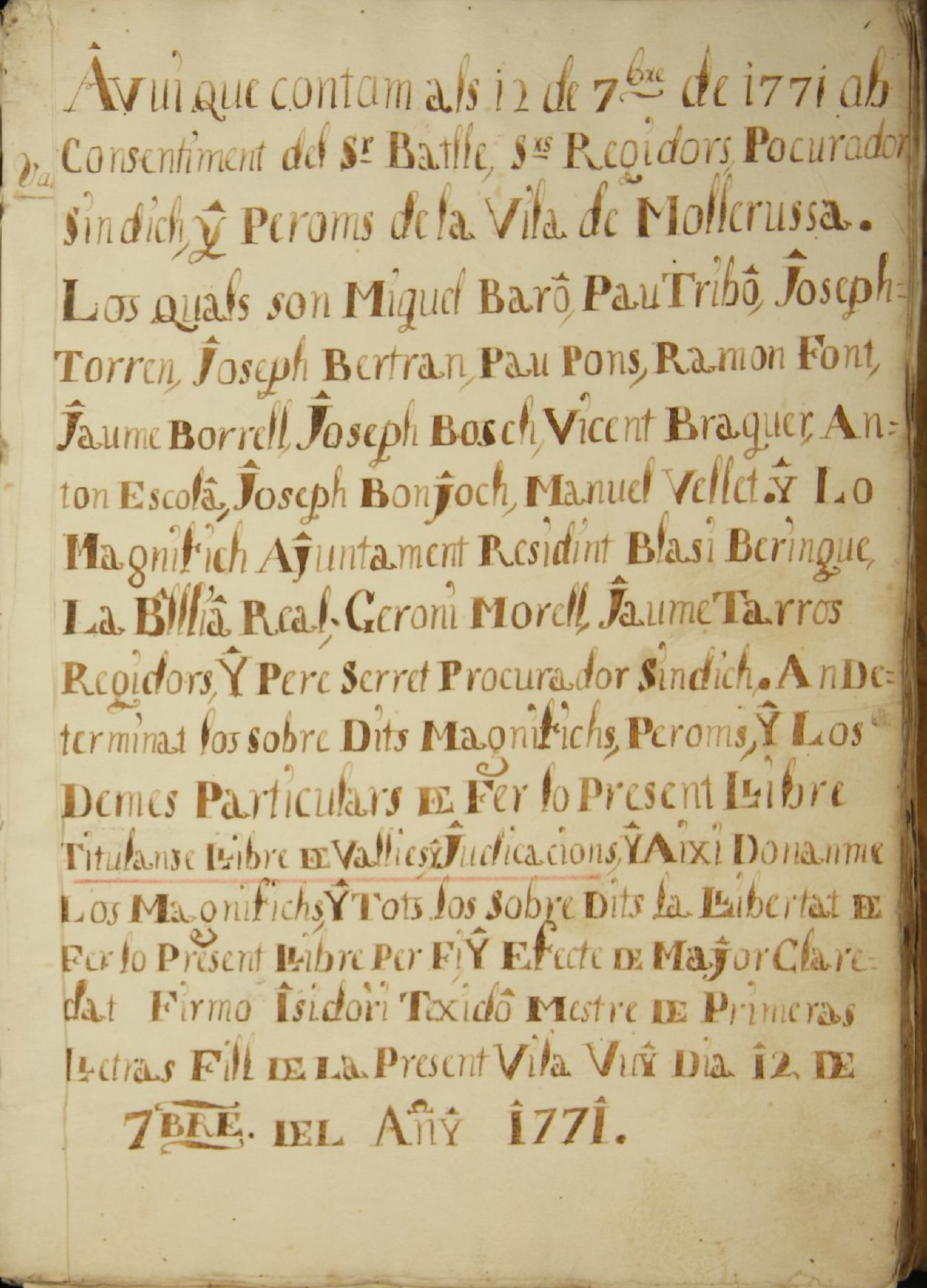
Llibre fet per los peroms hisenda per hisenda ab les confrostacions y judicacions de cada qual conforma explique lo mateix llibre.

Posterior al cadastre instituït per José Patiño (+1736), aquest és un exemple de llistat amb funcions de fiscalitat durant el regnat de Carles III. És un dels més antics del fons municipal de Mollerussa.

### Míting en defensa del sector vinícola
Es tracta de la convocatòria a un míting celebrat a Mollerussa per tal de defensar el sector vinícola, durant la crisi de la Fil·loxera.

### Arreglament del real cadastro de la vila de Mollerussa

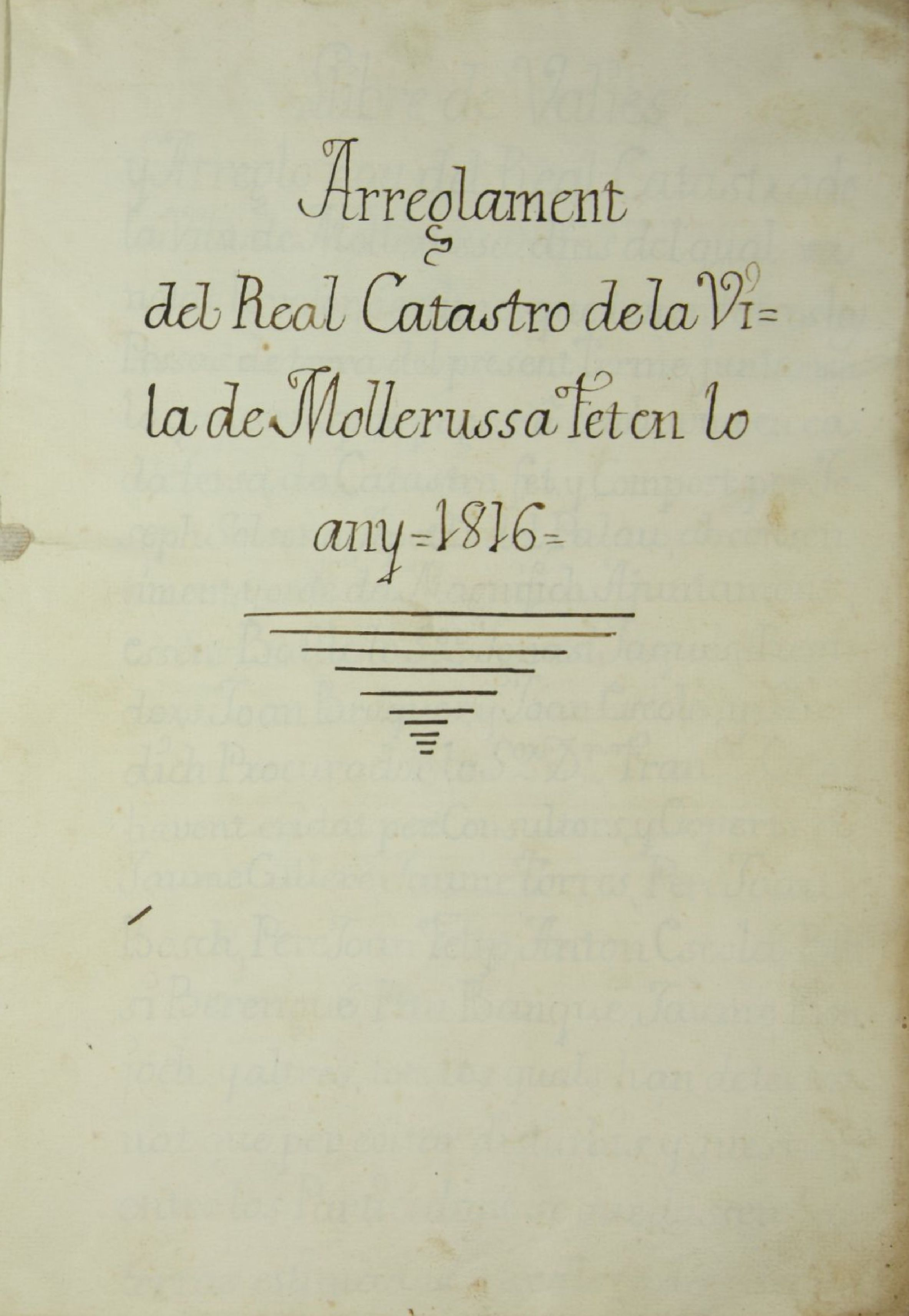
Arreglament del real cadastro de la vila de Mollerussa

Cadastre reial de Mollerussa anterior a la gran transformació agrària, social i demogràfica provocada per la construcció del Canal d'Urgell.

### Anunci del canvi de dates de la Fira de Mollerussa
Ban que informa del canvi de dates de la celebració de la Fira de Sant Josep de Mollerussa, que encara avui es continua celebrant com una de les més importants del sector agrícola de tot Catalunya. Abans de 1885 no coincidia amb la festivitat de Sant Josep, sinó que es feia dues setmanes abans. El canvi de calendari va provocar també el seu nom actual.

### Anunci de la Societat Canal d'Urgell
Tots els anuncis de la societat eren penjats als taulells o cartelleres dels ajuntaments per a la seva exposició pública. Solien tractar canvis de torns de reg, campanyes de neteja de séquies, cobrament de taxes, etc. o simplement litigis que sorgien amb particulars o amb altres administracions. N'és un exemple aquest, resposta sindical a certes presumpcions de la junta de govern.